# منصور متین
منصور متین (زاده ۵ دی ۱۳۰۲ – درگذشته) بازیگر سینما، تئاتر، گوینده رادیو، دوبلور و مدیر دوبلاژ اهل ایران بود.

## فعالیت‌ها
- فعالیت در تئاتر از: ۱۳۲۶ در تئاتر فردوسی
- فعالیت در رادیو از: ۱۳۳۰
- فعالیت در دوبلاژ از: ۱۳۳۳

## فیلمشناسی
- قرنطینه (۱۳۶۱)
- تنها و گل‌ها (۱۳۵۲)
- فتنه چکمه‌پوش (۱۳۵۱)
- آتشپاره شهر (۱۳۵۰)
- داش آکل (۱۳۵۰)
- زن یکشنبه (۱۳۵۰)
- شاطر عباس (۱۳۵۰)
- حسن فرفره (۱۳۴۹)
- دزد و پاسبان (۱۳۴۹)
- میوه گناه (۱۳۴۹)
- نسل شجاعان (۱۳۴۸)
- الماس ۳۳ (۱۳۴۶)
- چهار خواهر (۱۳۴۶)
- روزهای تاریک یک مادر (۱۳۴۶)
- عروس تهران (۱۳۴۶)
- نسیم عیار (۱۳۴۶)
- بهلول (۱۳۳۶)
- آغا محمدخان قاجار (۱۳۳۳)
- عروس دجله (۱۳۳۳)

## نمایش‌ها
- آغا محمدخان قاجار
- بازرس
- سه دلاور
- کرومون